# دردار حاد
دردار حاد (الاسم العلمي: Ulmus acuta) هو نوع نباتي يتبع جنس الدردار من فصيلة الدردارية.